# Marián Bednár
Marián Bednár (12. srpna 1947 Bratislava – 17. února 2011 Sigmaringen) byl zakládajícím členem skupiny The Beatmen. Absolvoval konzervatoř a začínal ve skupině Jolana. Hrál na baskytaru, klavír, trombón a zpíval. Byl výraznou postavou bratislavské hudební scény. Po emigraci Beatmen žil v Německu. V 70. letech byl členem orchestru Braňa Hronce, kde měl úspěchy jako zpěvák. Po odchodu do Německa se usadil v Bádensku-Württembersku, v městě Sigmaringen. Tam také hrál se skupinou Night & Day. Zemřel po krátké nemoci.